# Molère
Molère foi uma antiga comuna francesa na região administrativa de Occitânia, no departamento dos Altos Pirenéus. Estendia-se por uma área de 1,74 km². Em 2010 a comuna tinha 39 habitantes (densidade: 22,4 hab./km²).
Em 1 de janeiro de 2017, ela foi inserida no território da nova comuna de Benqué-Molère.